# 卡马河畔切尔内

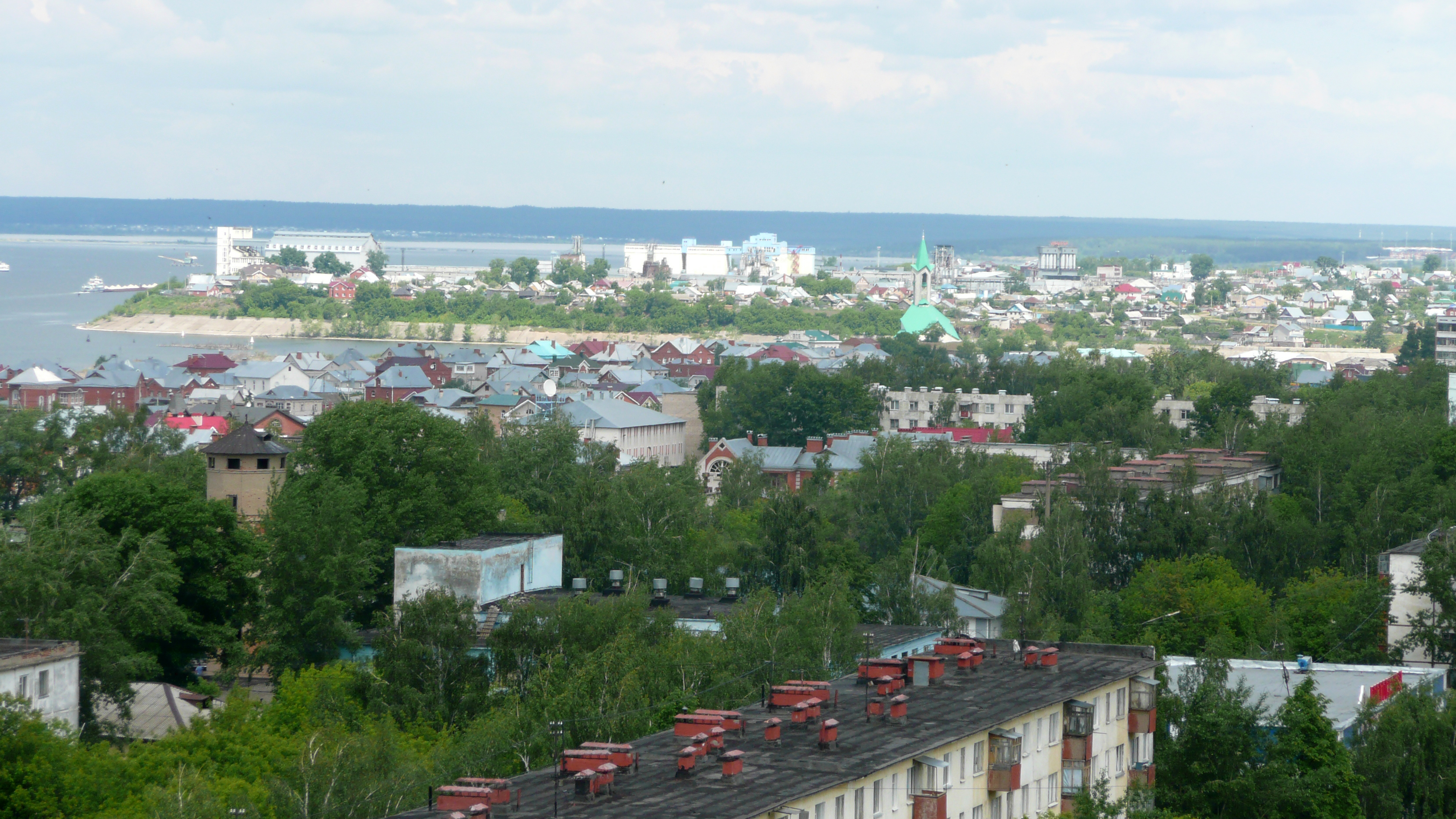
卡马河畔切尔内

卡马河畔切尔内（俄语：На́бережные Челны，羅馬化：Naberezhnyye Chelny，發音：[ˈnabʲɪrʲɪʐnɨjə tɕɪlˈnɨ] ⓘ，羅馬化：Yar Çallı，發音：[ˈjar ɕɑlːɤ̆]）是俄罗斯鞑靼斯坦共和国的一座城市，位于卡马河畔，距离共和国首都喀山约220公里，人口509,870人（2002年）。切尔内建于1172年，1930年建镇，1982年至1988年间称勃列日涅夫，以纪念苏联共产党总书记列昂尼德·勃列日涅夫。当地知名企业有卡马汽车厂。